# بوگتی
ایل بوگتی یا بُگتی  نام یکی از قبائل بزرگ بلوچ در شرق بلوچستان پاکستان است. جمعیت این قبیله در سال ۱۹۵۱ میلادی حدود ۳۱ هزار نفر برآورد شد.
مانند برخی از قبایل دیگر، قبیله بگتی نیز از ادغام شمار زیادی از قبایل دیگر بلوچ پدید آمده‌است. با این حال، بسیاری از آنها امروزه از تبار رند هستند.
بگتی‌ها بیشتر در دیره بگتی در جنوب شرقی شهرستان سیبی بلوچستان و در محدوده‌ای در حدود ۳۸۰۰ مایل مربع سکونت دارد که سرزمینی شامل تپه‌زارها است. کمی از بگتی‌ها نیز در بخش سیبی از شهرستان سیبی و بخش برخان از شهرستان ژوب زندگی می‌کنند. بگتی‌ها به همراه قبایل مری، دمبکی و جکرانی به عنوان قبایل تپه‌زار معروفند.
قبیله بگتی معمولاً در حال مبارزه با همسایگان شمالی خود به‌سر می‌برند. بر پایه سرشماری سال ۱۸۹۱ جمعیت بگتی‌ها ۱۸۵۲۸ نفر بود که ۲۵۰۰ از آن‌ها در نبرد و مبارزه به‌سر می‌بردند.
قبایل تپه‌زار سنتاً جنگجوتر و مستقل‌تر از دیگر قبایل بلوچ بوده‌اند و به مناطق همسایه خود ازجمله به سند و پنجاب حمله می‌کرده‌اند. این قبایل هم‌چنین پردردسرترین قبیله‌های بلوچ برای بریتانیایی‌ها بودند. امروزه نیز قبیله‌های مَرّی و بگتی و هم‌چنین براهویی‌های مینگل جنبش جدایی‌خواهی بلوچی در پاکستان را رهبری می‌کنند.

## دسته‌بندی‌ها
تبارنامه طایفه‌های قبیله بوگتی:
- بگتی یا زرکانی
  -     - ببرک‌زئی
    - کرموزئی
    - قاسمانی
    - مندرانی

  - سیاهن‌زئی
    - هیبتانی

  - کیازئی یا نوتهانی
    - کیسیازئی
    - سید یانی
    - مهران‌زئی
    - چاکرانی یا راهین‌زئی
    - چندرم‌زئی

  - پیروزانی
    - پیش‌بر
    - رامین‌زئی
    - شالوانی
    - سبزوانی

  - مسوری
    - بگرانی
    - بخشوانی
    - پیروزئی

  - کهلپر بگٹی
    - پهدلانی
    - هوتکانی

  - نوحکانی بگٹی
    - نوحکانی

  - موندرانی یا پهاغبر
    - موندرانی

## جستار های وابسته
- ایل بوگتی
- ایل بگتی
- اقوام بزرگ بلوچستان